# Sue Graves
Susan Graves detta Sue (1950) è un'ex sciatrice alpina canadese.

## Biografia
Sciatrice polivalente membro della nazionale canadese alla fine degli anni 1960, in Coppa del Mondo Sue Graves esordì il 28 marzo 1968 a Rossland in slalom speciale (18ª), conquistò il miglior risultato il 15 marzo 1969 a Mont-Sainte-Anne nella medesima specialità (15ª) e prese per l'ultima volta il via il 27 febbraio 1970 a Whistler in slalom gigante. Non prese parte a rassegne olimpiche o iridate e dopo il ritiro partecipò al circuito professionistico nordamericano (Pro Tour).

## Palmarès

### Campionati canadesi
- 3 medaglie (dati parziali)[7]:
  - 1 oro (slalom gigante nel 1969)
  - 1 argento (discesa libera nel 1969)
  - 1 bronzo (combinata nel 1969)